# Modreuzza
Modreuzza (in sloveno Modrejce) è un paese della Slovenia, frazione del comune di Tolmino.
La località si trova nell'alta valle del fiume Isonzo a 172,6 metri s.l.m.

## Geografia fisica

### Alture principali
Monte Bučenica (m 498); Mrzli vrh (590 m).

### Corsi d'acqua
Fiume Isonzo (Soča)

## Storia
Dopo la caduta dell'Impero romano d'Occidente, e la parentesi del Regno ostrogoto, i Longobardi si insediarono nel suo territorio, seguiti poi attorno al VI secolo da popolazioni slave. Fu così che tutto il suo territorio entrò a far parte del Ducato del Friuli. Alla caduta del Regno longobardo subentrarono quindi i Franchi; in seguito al Trattato di Verdun, nell'843, entrò a far parte del Regnum Italiae e poi, nel 951, della Marca di Verona e Aquileia; dopo un'iniziale sottomissione al Ducato di Baviera dal 952, nel 976 passò al Ducato di Carinzia appena costituito dall'imperatore Ottone II.
Nel 1077 passò al Principato ecclesiastico di Aquileia sotto la Gastaldia di Tolmino. Con la caduta del Patriarcato di Aquileia passò nel 1420 (formalmente nel 1445) alla Repubblica di Venezia.
Col Trattato di Noyon (1516) la Serenissima perse l'alta valle del fiume Isonzo e quindi la Gastaldia di Tolmino, di cui Modreuzza faceva parte, a favore della Contea di Gorizia e Gradisca che già dal 1500 era sotto dominio asburgico.
Col trattato di Schönbrunn (1809), trovandosi sulla sponda destra del fiume Isonzo entrò nel Regno d’Italia napoleonico al confine col le Province illiriche.
Col Congresso di Vienna nel 1815 rientrò in mano austriaca nel Regno d'Illiria, divenendo comune catastale autonomo; passò in seguito sotto il profilo amministrativo al Litorale austriaco nel 1849, venendo aggregato al comune di Santa Lucia.
Durante la prima guerra mondiale fu teatro della Battaglia di Caporetto.
Dopo la prima guerra mondiale Modreuzza venne annessa come il resto dell'area al Regno d'Italia, venendo inquadrata assieme al proprio capoluogo dapprima nella Provincia del Friuli per poi passare, nel 1927, alla ricostituita Provincia di Gorizia.
Fu soggetta alla Zona d'operazioni del Litorale adriatico (OZAK) tra il Settembre 1943 e il 1945 e tra il 1945 e il 1947, trovandosi a ovest della Linea Morgan, fece parte della Zona A della Venezia Giulia sotto il controllo Britannico-Americano del Governo Militare Alleato (AMG); passò poi alla Jugoslavia e quindi alla Slovenia.